# Zafarraya
Zafarraya là một đô thị trong tỉnh Granada, Tây Ban Nha. Dân số 2.200 người (2003).